# Самсонова, Зинаида Александровна
Зинаи́да Алекса́ндровна Самсо́нова (14 октября 1924, Бобково, Муниципальный округ Егорьевск — 27 января 1944, Гомельская область) — участница Великой Отечественной войны. Герой Советского Союза (1944). Старший сержант медицинской службы.

## Биография
Зинаида Александровна Самсонова родилась 14 октября 1924 года в деревне Бобково Егорьевского уезда Московской губернии РСФСР СССР (ныне деревня Егорьевского района Московской области Российской Федерации) в семье сельского кузнеца. Русская. В начале 30-х годов семья Самсоновых переехала в соседнюю деревню Колычёво. Здесь Зинаида Самсонова в 1939 году окончила семилетнюю школу. Работала санитаркой в доме инвалидов. Летом 1941 года была мобилизована на строительство оборонительных укреплений на подступах к Москве. Работала на объектах в Бабушкино и Наро-Фоминске. В феврале 1942 года поступила на курсы медицинских сестёр в Егорьевское медицинское училище, которые окончила в августе 1942 года.
В ряды Рабоче-Крестьянской Красной Армии З. А. Самсонова была призвана Егорьевским райвоенкоматом в октябре 1942 года. Воевала на Сталинградском и Воронежском фронтах, участвовала в Сталинградской и Курской битвах. Особо отличилась в битве за Днепр на Букринском плацдарме. В сентябре 1943 года передовые части 47-й армии Воронежского фронта вышли к Днепру в районе города Канева Черкасской области Украинской ССР. 24 сентября 1943 года с первым десантным отрядом форсировала реку южнее села Пекари (Каневского района Черкасской области Украины) санинструктор 667-го стрелкового полка 218-й стрелковой дивизии старший сержант З. А. Самсонова. В бою при захвате плацдарма она уничтожила трёх немецких солдат. 26-27 сентября 1943 года, находясь в первой линии обороны во время многочисленных контратак противника, санинструктор под огнём противника вынесла с поля боя 30 раненых и эвакуировала их на левый берег. Вечером 27 сентября 1943 года в бою за село Пекари принимала участие в отражении вражеской контратаки, умело действуя автоматом и трофейными гранатами.
В дальнейшем старший сержант З. А. Самсонова участвовала в Киевской наступательной, Киевской оборонительной и Житомирско-Бердичевской операциях, освобождении города Житомира. В конце ноября 1943 года дивизия, в которой служила санинструктор Самсонова, была переброшена на Белорусский фронт. В ходе Калинковичско-Мозырской наступательной операции 27 января 1944 года в бою за белорусскую деревню Холма (Гомельская область) старший сержант Зинаида Самсонова погибла от пули немецкого снайпера при попытке вынести раненого солдата с нейтральной полосы. Похоронена в братской могиле в посёлке Озаричи Калинковичского района Гомельской области Республики Беларусь.
Указом Президиума Верховного Совета СССР от 3 июня 1944 года старшему сержанту Самсоновой Зинаиде Александровне было присвоено звание Героя Советского Союза.
Герою Советского Союза З. А. Самсоновой посвящено известное стихотворение её однополчанки, поэтессы Юлии Друниной «Зинка»:
Зинка нас повела в атаку,

Мы пробились по черной ржи,

По воронкам и буеракам,

Через смертные рубежи.

Мы не ждали посмертной славы,

Мы хотели со славой жить.

…Почему же в бинтах кровавых

Светлокосый солдат лежит?

## Награды
- Медаль «Золотая Звезда» (03.06.1944);
- орден Ленина (03.06.1944).

## Память
- Бюст Героя Советского Союза З. А. Самсоновой установлен в Егорьевском филиале Московского областного медицинского колледжа № 3 в городе Егорьевске Московской области.
- Мемориальная доска в честь Героя Советского Союза З. А. Самсоновой установлена на фасаде здания Егорьевского филиала ГБПОУ МО «МОМК № 3» в городе Егорьевске Московской области.
- Имя Героя Советского Союза З. А. Самсоновой носит ГБПОУ МО «Московский областной медицинский колледж № 3», филиалы которого находятся в городах Орехово-Зуево, Ногинск, Егорьевск, Шатура Московской области.
- Имя Героя Советского Союза З. А. Самсоновой носит музей боевой славы в селе Колычёво Егорьевского района Московской области.
- Школьный музей имени Героя Советского Союза З. А. Самсоновой создан в МОУ Михалёвская средняя общеобразовательная школа Егорьевского района Московской области.
- Именем Героя Советского Союза З. А. Самсоновой названы улицы в посёлке Озаричи Республики Беларусь и селе Колычёво Егорьевского района Московской области.
- В городе Егорьевске с 1974 года проводится легкоатлетический пробег памяти Зинаиды Самсоновой.

## Документы
- Общедоступный электронный банк документов «Подвиг Народа в Великой Отечественной войне 1941—1945 гг.» Дата обращения: 24 мая 2012. Архивировано из оригинала 13 марта 2012 года.

Представление к званию Героя Советского Союза и указ ПВС СССР о присвоении звания. Дата обращения: 24 мая 2012. Архивировано 25 июня 2012 года.
- Обобщенный банк данных «Мемориал». Дата обращения: 24 мая 2012. Архивировано из оригинала 10 мая 2012 года.

ЦАМО, ф. 58, оп. 18002, д. 159 в электронном банке документов ОБД «Мемориал»
ЦАМО, ф. 58, оп. 977525, д. 334 в электронном банке документов ОБД «Мемориал»
ВК Московской области, Егорьевский район, д 18 в электронном банке документов ОБД «Мемориал»
Учётная карточка захоронения З375-325. Калинковичский район, пгт Озаричи, ул. Самсоновой.
Схема захоронения З375-325.
Информация из списка захороненных в братской могиле по улице Самсоновой.